# Korpi-Kalkku
Korpi-Kalkku är en ö i Finland. Den ligger i sjön Pielisjärvi och i kommunen Lieksa i den ekonomiska regionen  Pielinen-Karelen  och landskapet Norra Karelen, i den centrala delen av landet, 400 km nordost om huvudstaden Helsingfors. Öns area är 3,7 hektar och dess största längd är 300 meter i sydöst-nordvästlig riktning.